# Молика-Аква Калда (Месина)
Молика-Аква Калда је насеље у Италији у округу Месина, региону Сицилија.
Према процени из 2011. у насељу је живело 249 становника. Насеље се налази на надморској висини од 27 м.